# Бернулли, Николай (1687—1759)
Никола́й Берну́лли (нем. Nicolaus I Bernoulli, 21 октября 1687, Базель — 29 ноября 1759, там же) — швейцарский математик, член Лондонского королевского общества (1714). Один из многих выдающихся представителей семьи Бернулли, племянник Якоба Бернулли и Иоганна Бернулли.

## Биография
Он был сыном Николая Бернулли, художника и олдермена Базеля. Находясь под кураторством Якоба Бернулли, в 1704 году окончил Базельский университет. А в 1709 году, пять лет спустя, получил степень доктора философии благодаря своей работе по теории вероятностей. Его диссертация назвалась «Инавгурационная математико-юридическая диссертация о применении искусства предположений в вопросах права» (Dissertatio Inauguralis Mathematico-Juridica de Usu Artis Conjectandi in Jure).
В 1716 году Бернулли получил кафедру Галилея в Падуанском университете, где работал над дифференциальными уравнениями и геометрией. В 1722 году он вернулся в Швейцарию и получил кафедру логики в Базельском университете.
В марте 1714 года Николай I Бернулли был избран членом Лондонского королевского общества.
Его наиболее важный вклад можно найти в его письмах, в частности, к Пьеру Ремону де Монмору. В этих письмах он представил, к примеру, «Санкт-Петербургский парадокс» (1713), в значительной степени объяснявший положения и методы теории вероятностей. Николай I Бернулли также работал над теоремой о независимости значений частных производных от порядка дифференцирования и занимался уравнением Риккати. Помимо прочего, вел научную переписку с Готфридом Вильгельмом Лейбницем и Леонардом Эйлером.